# Cactus and Succulent Journal of Great Britain
Cactus and Succulent Journal of Great Britain, (abreujat Cact. Succ. J. Gr. Brit.), va ser una revista il·lustrada amb descripcions botàniques que va ser editada a Anglaterra. Es van publicar del volum 8 al 44 als anys 1946-1982. Va ser precedida per Cactus J. (Croydon) i reemplaçada per British Cactus and Succulent Journal.